# Devotion (Mario Biondi)
Devotion è un singolo del cantante italiano Mario Biondi, pubblicato il 23 febbraio 2018 come secondo estratto dal dodicesimo album in studio Brasil.

## Tracce
Download digitale
1. Devotion